# 駒 (将棋)
駒（こま）は、将棋において盤上に並べて動かす用具である。駒を識別するため、先が尖った独特の五角形の木片の表裏面に文字が書かれている。本項では将棋の駒の歴史や製作法について記載する。駒の種類については将棋類の駒の一覧を参照。
製品としては将棋駒と呼ばれ、一般には将棋の駒と呼ばれる。現在一般に行われている将棋は本将棋であり、本稿でも本将棋の駒について解説するが、書かれる字が違うだけで他の将棋で使われる駒も製法に変わりがない。

## 歴史

### 古代から中世
平安時代から五角形の板に墨（漆）で字を書くという形式を保ち、ほとんど変化していない。現在発掘されている駒で年代が特定されているもののうち、もっとも古いものは奈良県の興福寺旧境内跡から発掘されたものである。駒と同時に、「天喜六年」（1058年）と記された題籤軸が出土しており、駒の製作時期が11世紀頃であることがほぼ断定されている。駒は木簡を切ったものに墨で文字を書いて作られたと見られ、長方形の板の先頭部を尖らせており、直線的な形状だが現在と同じく五角形をしていた。
足利義昭は象牙の駒を注文した記録がある。
戦国時代には公卿の水無瀬兼成が作る将棋駒（書き駒）が最高級品として知られた。
越前朝倉氏の一乗谷館のものでは現在同様の傾斜した五角形になっている。

### 近世
江戸時代には、庶民向けの書き駒（前述の水無瀬兼成による書き駒とは品質・価格とも全くの別物）として「番太郎駒」や「源平駒」が使用された。
徳川家康は多数注文して諸大名への進物としていた。

### 近代
明治時代に入り、もっぱら実用品であった駒が工芸価値のあるものとなった。東京では駒師の初代豊島龍山が、盛り上げ駒の手法を確立し、それまでに使われていたいくつもの書体をまとめ、洗練させた。「斑」や「杢」を駒木地に生かしたのも、初代龍山である。

### 現代
テレビ中継に向いた一字駒、大量生産できるプラスチック駒、将棋を世界に普及させていく過程で81Dojoが考案した、漢字の判読が困難な外国人に向けてチェスの駒を参考に図案化した「国際将棋駒」などが作られた。

## 将棋の町・山形県天童市
現在、駒を9割以上生産している山形県天童市では、江戸時代末の元治二年（1865年）に吉田家から伝わったとする資料が有力視されていたが、その後の研究では18世紀には将棋駒の製造方法が天童に伝わっていたと見られている。当時財政状況が悪かった天童藩が、当時流行っていた将棋に着目し、武士に将棋の駒の製造を勧めたのが始まりと言われている。古い天童駒は付近の山から切り出した雑木を斧で割った木地に独自の草書体字が漆書きされたものであり、不揃いで庶民向けの低価格品が主であった。明治時代中期には東京から楷書体の駒が伝わり、大正時代には彫り駒の手法が取り入れられるようになり、また木地は機械で揃ったものが作られるようになって現在に至っている。現在は木地にスタンプで印字する押し駒（スタンプ駒）や、機械彫りの低価格の彫駒が普及したため、伝統的な天童書体の書き駒の職人は少なくなっている。1996年、天童の将棋駒は伝統工芸品に指定された。
近年では漆の代用品としてインドやブラジルのカシュー塗料が用いられることがある。

## 製法

### 材質・木地
戦国時代には象牙の駒なども制作されていたが、明治以降、高級品はツゲ（本黄楊）で作られる。なかでも、東京都・御蔵島産の「島黄楊」と、鹿児島県産の「薩摩黄楊」が一定ランク以上の駒に使われる。
本黄楊の代用として、東南アジア原産のシャム黄楊（学名:Gardenia collinsae 名前に「黄楊」とついているがアカネ科クチナシ属で、ツゲ科の黄楊とはまったく種類が異なる木材である）が普及品として用いられている。また、スタンプ駒など低価格品にはホオノキ、カエデ、カバ、イジュなどを用いることもある。
また、とくに本黄楊の木地には、「斑」（ふ）あるいは「杢」（もく）と呼ばれる、木地の色が一部違う部分が入っているものがあり、その入り方によって虎斑（虎の斑点のような模様）・根杢・くじゃく杢（孔雀が羽を広げたような模様）などと呼ばれる。斑や杢の入っているものは、見た目が美しいため、工芸的価値も高く、より高級品となる。また、柾目にも種類があって、「赤柾」（柾目が赤いもの）「糸柾」（糸のような柾目のもの）「荒柾」などがある。
木製の駒のうち最廉価なものは「スタンプ駒」だが、アマチュア将棋大会、プロ棋士の指導対局、将棋道場などでは、安価かつ耐久性に優れたプラスチック（ユリア樹脂）製の駒が使用されることが多い。

### 書体

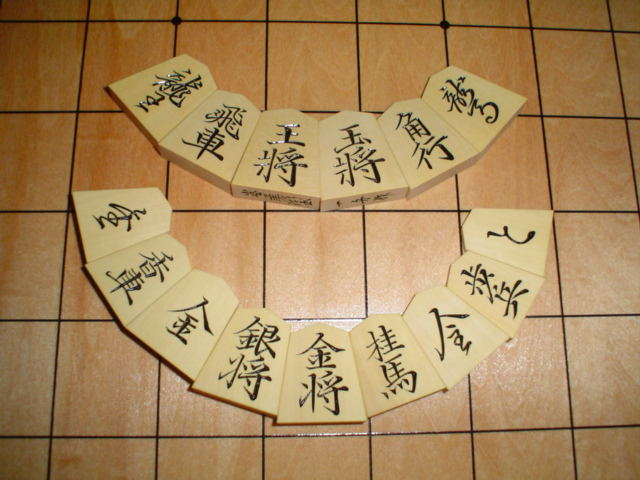
一舟作 巻菱湖（まきのりょうこ）。成駒も含めた全種の駒が示されている。

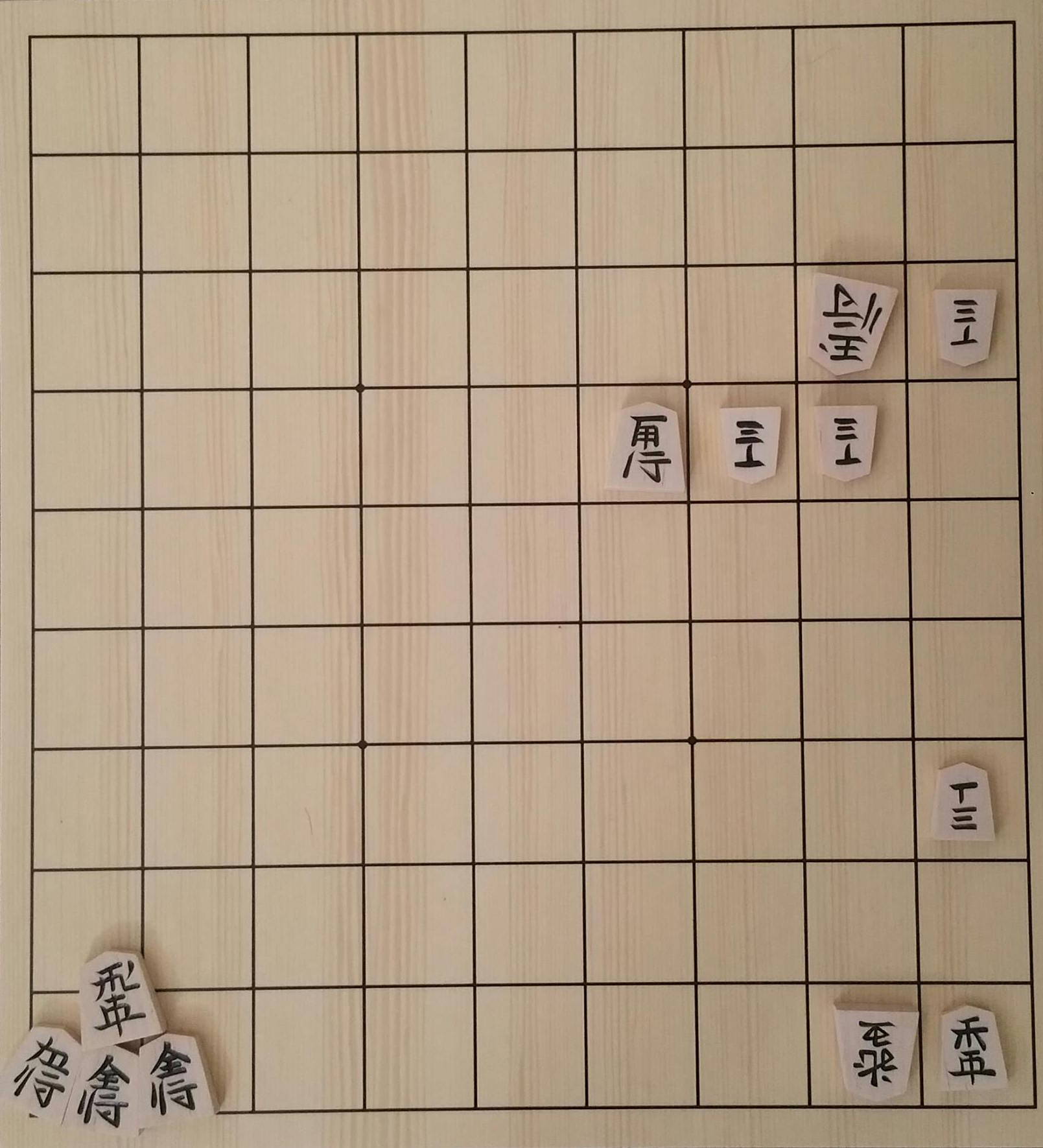
駒と盤。画像の駒は略字体（表黒彫・裏中彫）。

将棋駒の基本書体を上彫という。それに対して、普及品の彫り駒には中彫・並彫・黒彫（その順に簡素化されていく）と呼ばれる画数や曲線を減らした簡素で無骨な書体が使われる。スタンプ駒にも黒彫などを再現したものもある。
中級品から高級品には、駒の書体として工夫を重ねたものが使われ、書体の名称が王将（もしくは玉将）の駒尻に記される。
代表的な書体として、後水尾天皇の筆跡を基にした錦旗（きんき）、昇龍斎の書を基にした昇龍（しょうりゅう）、水無瀬兼成の筆跡を基にした水無瀬（みなせ）や、源兵衛清安（げんべえきよやす）などに、近代の書家の筆跡を基にした巻菱湖（まきりょうこ）、鵞堂などがあげられる。

### 駒師

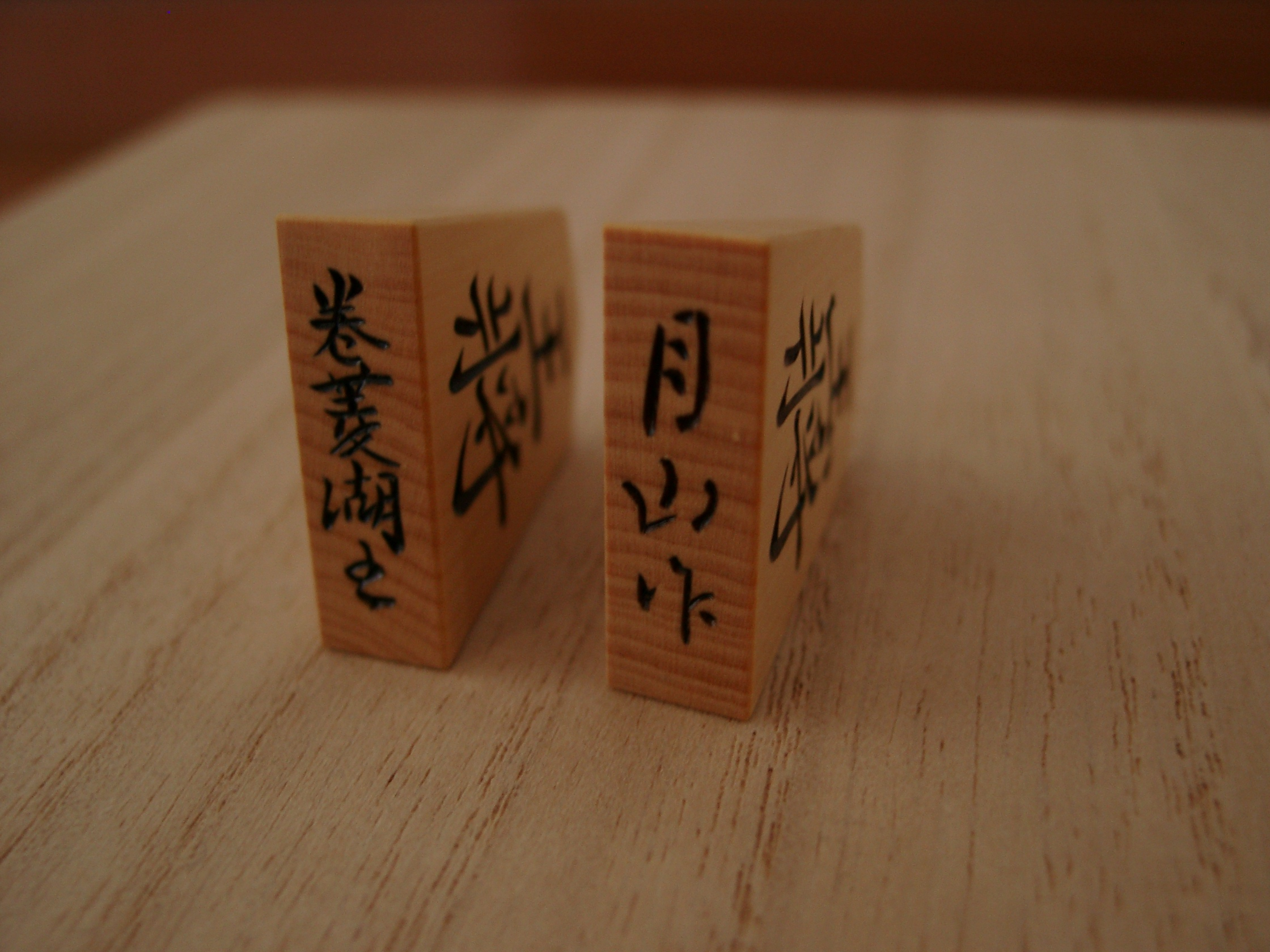
底に彫られた「巻菱湖書(菱湖と同じ)」と「月山作」の文字。駒師によって値段の違いがある。駒師は、王将（または玉将）の駒尻に名前を彫る（もう一方には書体名を彫る）。

プラスチックの駒やスタンプ駒、印刷駒などの普及品は工業的に生産されるが、中級品以上になると、手作りのものがほとんどで、駒師（こまし）と呼ばれる専門職人の手作業によって工芸的に制作されている。
彫り駒の一般的な製法として、原料となる木を駒の大きさに切って整えたあと、書体に合わせて木地を彫っていく。その表面に漆を塗り、サンドペーパーで研ぎ出して駒となる。
彫り方と漆の使い方によって、書き駒・彫り駒・彫り埋め駒・盛り上げ駒に分けられる。
| 書き駒     | 木地の表面に直接漆で駒字を描いたもので、最も古い形態の駒である。現在ではほとんど生産されていない。粘りがある漆の物性により、木地の表面に漆が盛り上がる。著名な駒師が価格を抑えられる「普及版の盛り上げ駒」として制作している例がある。       |
| 彫り駒     | 木地に印刀で駒字を彫り、切削面に漆を塗って仕上げたもの。コンピュータ制御の機械で彫った比較的安価なものから、著名な駒師が丹念に仕上げた高級品まで、価格帯が広い。                                                                             |
| 彫り埋め駒 | 彫り駒の状態から、砥の粉と漆を調合したもので切削面を埋め、表面を磨き上げて完全な平面に仕上げたもの。一見すると、木地に駒字が毛筆で書いてあるように見える。高級品で、著名な駒師の作品であるのが通常。                                         |
| 盛り上げ駒 | 彫り埋め駒の状態から、漆を木地より高く「盛り上げ」たもので、見た目は書き駒に近似する。最高級品で、著名な駒師の作品であるのが通常。プロ（棋士・女流棋士）の公式戦は、テレビ棋戦等の特別の事情がある場合を除き、盛り上げ駒を使用するのが原則。 |

以下に、駒師の雅号を載せる（一部）
- 恵山（伝統工芸士）
- 天竜（伝統工芸士）
- 淡月/月山（伝統工芸士）
- 久徳（労働大臣・現代の名工-山形県天童市）
- 宮松影水
- 大竹竹風（新潟県三条市）
- 富月（富士駒の会所属）
- 寉峯（富士駒の会所属）
- 駒権　大阪の駒師。肉太な独自書体の彫駒を得意とし「坂田好み」や「蜀錦」が著名
- 掬水（伝統工芸士）
- 秀峰（伝統工芸師）
- 蜂須賀（将棋駒研究会会友）
- 雅峰（元・将棋駒研究会会友）

## 駒箱と駒袋
駒は、対局時の際には金襴などでできた巾着袋に入れた上で、10センチ四方、高さ8から9センチの駒箱にしまわれる。

### 駒箱
駒箱は、駒箱の材は、黒柿、神代欅、タモのような銘木を使用する漆塗り、組子入れ、隅丸、四隅落とし、天むくりなど職人の技が駆使された工芸品として価値の高いものを使用する。また駒台と同じ材を使い駒台と対とする駒箱もある。対局が終えると安価な駒は桐の白木の箱にしまわれるが、高価な駒は平箱という面が広く平べったい箱に駒を一枚ずつ並べてしまわれる。棋戦などで使用された駒は平箱に棋戦の名と対局年月日、場所が明記され、対局者と立会人の署名と落款がされる。

### 駒袋
駒袋の材料は和服に使用される金襴でできた巾着袋である。素材は絹、綿などがある。

## 用語
持ち駒
相手から取って駒台に置かれ、ルールで禁じられていない位置であれば盤上のどの位置でも任意に配置することができる駒のこと。
合駒
王手を防ぐために使われる駒（具体的には、玉と王手をかけてきた走り駒（飛・竜・角・馬・香）の間に置かれる駒）のこと。
成駒
裏返して元々の動きと異なる動きができるようになった駒のこと。
質駒
まだ相手の駒だが、いつでも取って持ち駒にできると考えられている駒のこと。
隠し駒
相手に見せずに隠している持ち駒のこと。ルール違反である。
捨て駒
相手に取らせた上で全体の局面を有利に進めることを目的とした駒のこと。
遊び駒
攻防に有効に働かないまま盤上に置かれている駒のこと。
邪魔駒
自駒によってかえって攻め又は守りに邪魔になっている駒のこと。

## 文字コードでの駒の表現
- 新聞などの紙面上では将棋の駒のシンボルを使用することが多い。
- 2000年に定められたJIS X 0213では、白将棋駒「☖」と黒将棋駒「☗」が追加された。
- それ以前よりARIBが定めた文字コード（ARIB外字）では上記2種類のほかに、上記を逆向きにした「⛉」と「⛊」もあり、2009年にUnicode 5.2に追加されている。

## 符号位置
| 記号 | Unicode | JIS X 0213 | 文字参照         | 名称     |
| ---- | ------- | ---------- | ---------------- | -------- |
| ☖    | U+2616  | 1-6-68     | &#x2616; &#9750; | 白将棋駒 |
| ☗    | U+2617  | 1-6-69     | &#x2617; &#9751; | 黒将棋駒 |
| ⛉    | U+26C9  | -          | &#x26C9; &#9929; | ☖の逆    |
| ⛊    | U+26CA  | -          | &#x26CA; &#9930; | ☗の逆    |

## その他
振り駒
事前に先後が決定していない場合、5枚の歩兵を振り混ぜた上でバラまき、表裏の出方で先後を決める振り駒が行われる。
一字駒
大盤解説やNHK杯テレビ将棋トーナメントなどテレビ将棋では「玉将」「金将」と言った通常の駒ではなく、「玉」「金」と言った一字駒が用いられる。タイトル戦でもネット配信がメインとなる叡王戦は原則として一字駒を使用する。「金」と「成銀」はよく似ており、プロ棋士である島朗は実際に、盤面に金と間違えて成銀を打つ反則を犯したことがある。
左馬
天童市で縁起物として作られる、馬の字が左右反転した（馬の字の、馬の頭が左を向いている）置物の駒。「ウマ」を逆さに読むと「マウ」であり、「舞う」がお祝い事に通じるため縁起物とされている。
根付
根付のモチーフの一つである。駒の頭に紐を通すために穴が空けられる。文字は将棋に関係ないものが記されることもある。